# BBC Sussex
BBC Sussex – brytyjska stacja radiowa należąca do publicznego nadawcy BBC i pełniąca w jego sieci rolę stacji lokalnej dla hrabstwa Sussex. Jest dostępna w analogowym przekazie naziemnym na falach ultrakrótkich i średnich, na radiowym naziemnym multipleksie cyfrowym, a także w Internecie. 
Stacja została uruchomiona 14 lutego 1968 pod nazwą BBC Radio Brighton. W 1983 została przemianowana na BBC Radio Sussex, zaś w 1994 nastąpiła jej fuzja z ówczesnym BBC Radio Surrey, w wyniku czego powstało BBC Southern Counties Radio (Radio Południowych Hrabstw). W 2009 odzyskała samodzielność pod nazwą BBC Sussex, której używa do dziś. Ramówka stacji składa się z audycji własnych produkowanych w ośrodku w Brighton, z programów realizowanych wspólnie z BBC Surrey, a także audycji innych lokalnych stacji radiowych BBC. Uzupełnieniem, zwłaszcza w nocy, są programy ogólnokrajowego BBC Radio 5 Live.